# راس گیرلینگ
راس گیرلینگ (انگلیسی: Russ Girling) کارآفرین، بازرگان و مدیر ارشد اجرایی کانادایی است، که در حال حاضر به‌عنوان مدیر عامل اجرایی و رئیس هیئت مدیره شرکت ترانس‌کانادا فعالیت می‌کند.